# تاو دوشیزه
تاو دوشیزه یک ستاره است که در صورت فلکی دوشیزه قرار دارد.